# Cargolet de Santa Marta
El cargolet de Santa Marta (Troglodytes monticola) és un ocell de la família dels troglodítids (Troglodytidae).

## Hàbitat i distribució
Habita el sotabosc a la Sierra Nevada de Santa Marta, al nord-est de Colòmbia.